# Hünensteine von Steinkimmen
Die Hünensteine von Steinkimmen (auch Steinkimmen I, II und III genannt) sind neolithische Ganggräber mit den Sprockhoff-Nr. 927, 928 und 929. Sie entstanden zwischen 3500 und 2800 v. Chr. als Megalithanlagen der Trichterbecherkultur (TBK). Das Ganggrab ist eine Bauform jungsteinzeitlicher Megalithanlagen, die aus einer Kammer und einem baulich abgesetzten, lateralen Gang besteht. Diese Form ist primär in Dänemark, Deutschland und Skandinavien, sowie vereinzelt in Frankreich und den Niederlanden zu finden.
Die Hünensteine liegen südöstlich von Steinkimmen, einem Ortsteil der Gemeinde Ganderkesee, im Landkreis Oldenburg in Niedersachsen – im Bereich der Straßen „Alter Postweg“ und „Bergedorfer Landstraße“.

## Hünensteine I

Hünensteine I

Die Form der südlich des „Alten Postwegs“ an der nordwestlichen Ecke der Flur "Moorkamp" gelegenen etwa 18 Meter langen Kammer ist noch zu erkennen. Einer ihrer erhaltenen Decksteine misst 3,0 × 2,5 × 1,5 Meter. Er liegt etwas von der Anlage entfernt. An drei Steinen sind Spuren von Keilen zu erkennen, die man in die Findlinge bei der Zerstörung der Anlage hineingetrieben hat. An einem sind sechs dieser Markierungen an den Bruchkanten zu erkennen. Bei der Aufstellung einer Informationstafel fand man ein kleines Kupferröllchen, Pfeilspitzen aus Feuerstein und zerscherbte Keramik, anhand derer man die Anlage, die vermutlich eine so genannte Emsländische Kammer war, auf den Zeitraum zwischen 3300 und 3000 v. Chr. in die Periode der Trichterbecherkultur (TBK) datieren konnte.

## Hünensteine II
Die Hünensteine 2 liegen an einem Parkplatz an der Bergedorfer Landstraße. Die lange, ost-west-orientierte Kammer lag vermutlich in einer ovalen Einfassung. Alle 30 Tragsteine der Kammer sind erhalten, die meisten noch in situ. Von den ursprünglich 12 Decksteinen sind allerdings nur zwei übrig. Der bei „Emländischen Kammern“ stets ansehnliche, mittlere Deckstein (im Bereich des Zugangs) befindet sich ebenso in situ wie die beiden Endsteine, die die Enden der Kammer markieren. Die Kammerlänge beträgt 22,5 Meter. Die für diese Anlagenart etwas untypische Kammer ist nicht trapezoid, sondern schwankt in der Breite zwischen 1,7 und 2,2 Meter. Die Länge der Einfassung, der noch 14 Steine zuzuordnen sind, betrug etwa 28 und ihre Breite sieben Meter. Der Zugang auf der Südseite hat eine Länge von drei und eine Breite von einem Meter.

Hünensteine von Steinkimmen
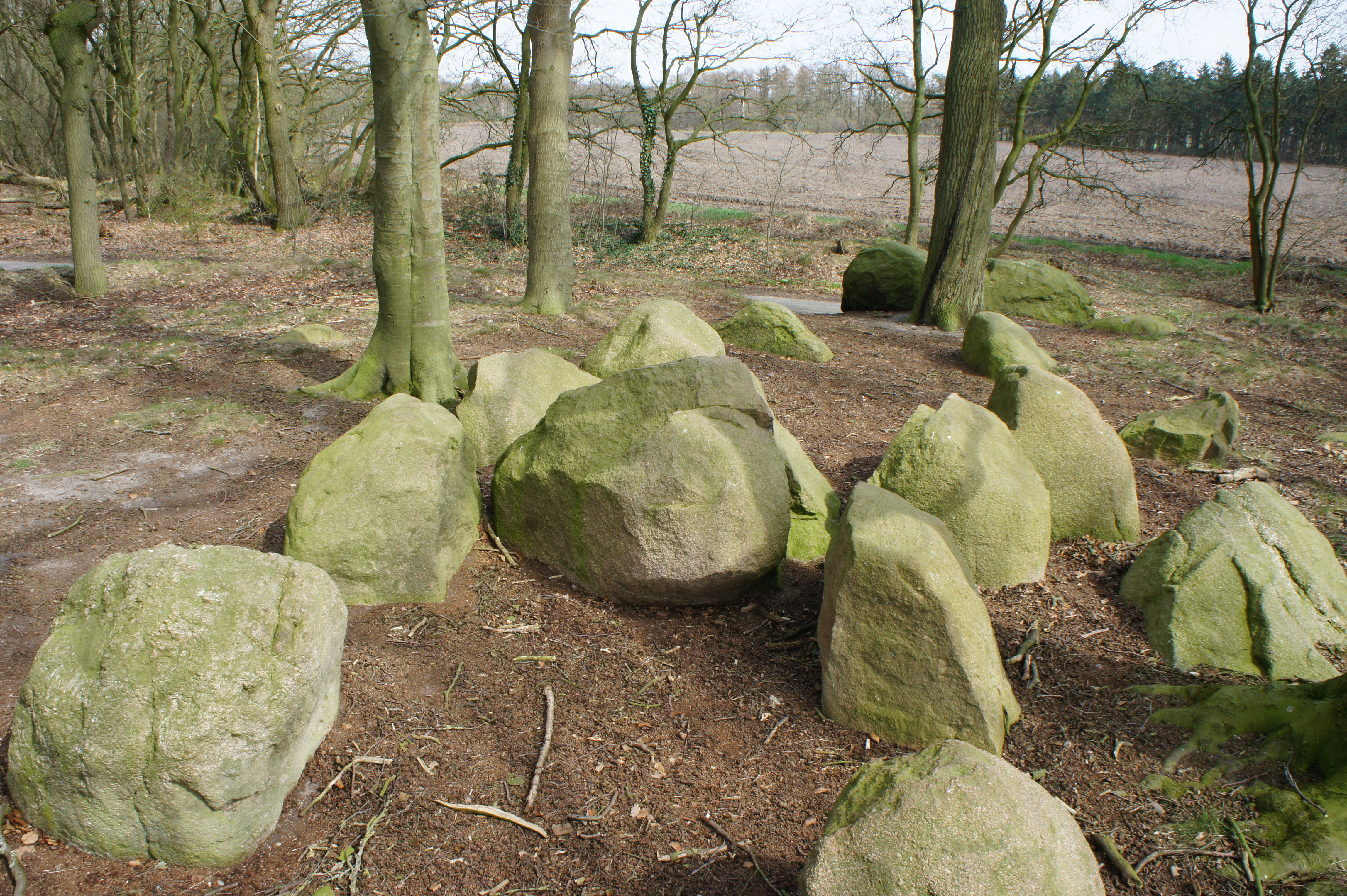
Hünensteine I
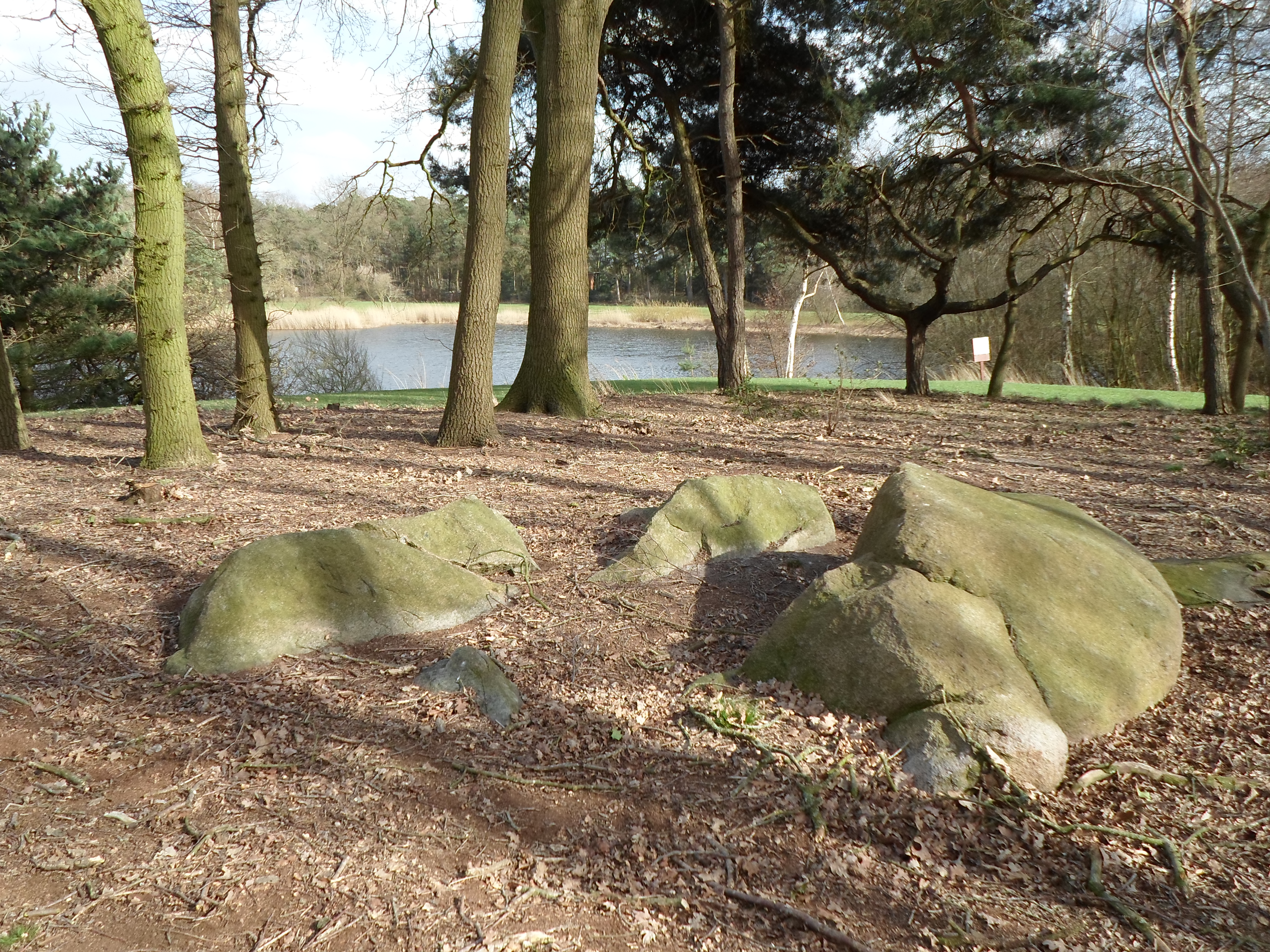
Hünensteine III
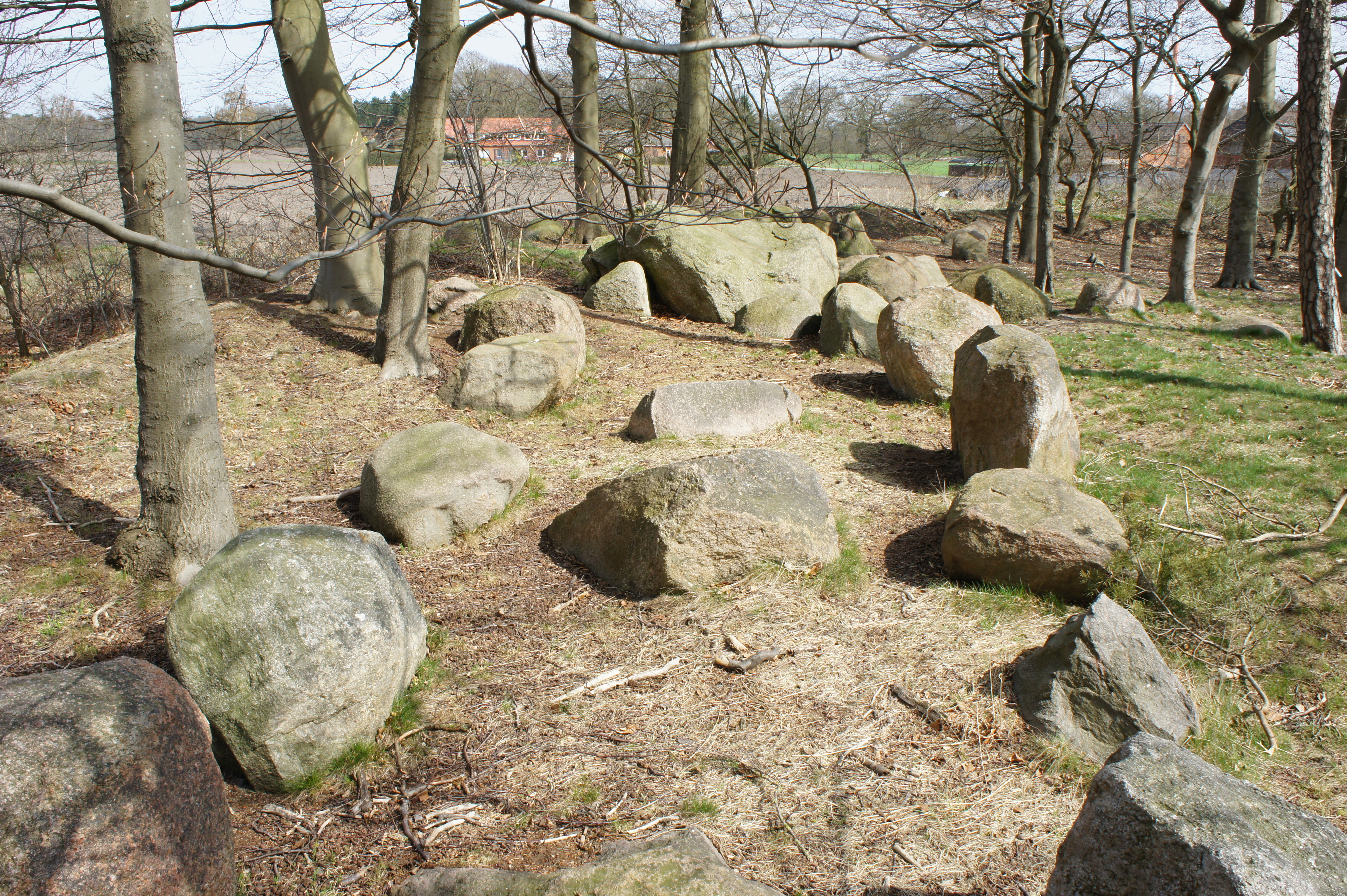
Hünensteine II
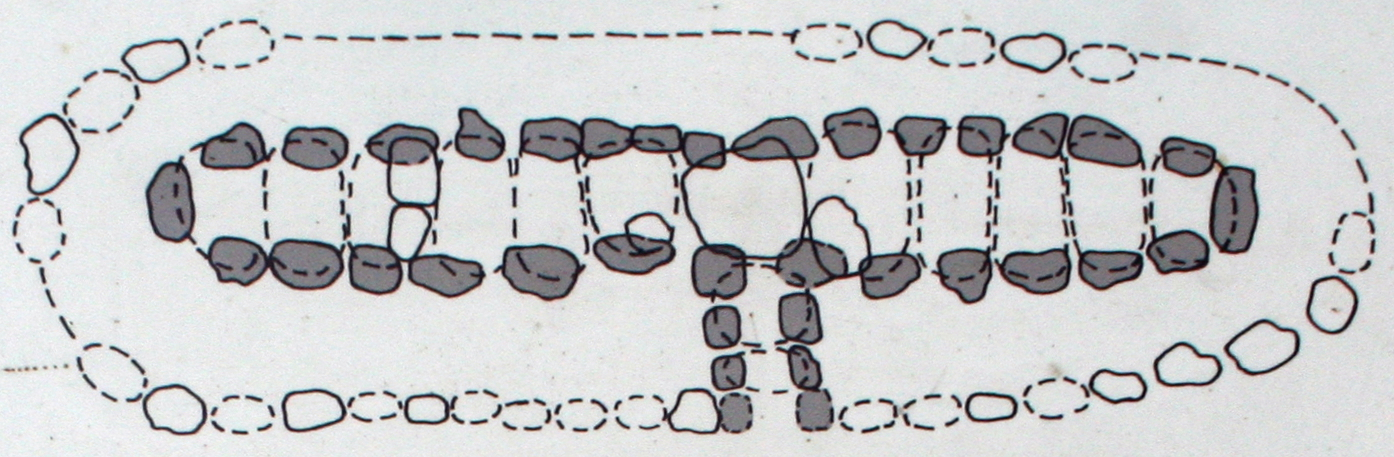
Grundriss Hünensteine II

## Hünensteine III
Die Hünensteine 3 liegen an einem Teich westlich der Bergedorfer Landstraße. Dieses Grab wurde Ende des 18. Jahrhunderts zerstört und die Steine für das Fundament des Herzoglichen Mausoleums der Herzogin Friederike auf dem Oldenburger Gertrudenfriedhof verwendet. Heute sind noch 16 Steine zu zählen, davon waren zwei oder drei vermutlich Decksteine.
Diese Monumente der Nordischen Megalitharchitektur liegen an der Straße der Megalithkultur.